# Yo soy Lorenzo
Yo soy Lorenzo est une telenovela chilienne diffusée entre le 24 juillet 2017 et le 25 mai 2020 sur Mega.

## Acteurs et personnages
- Mario Horton : Carlos González / Lorenzo Mainardi
- Jorge Arecheta : Lorenzo Mainardi / Carlos González
- Vivianne Dietz : Laura Orellana
- Francisco Reyes : Ernesto Orellana
- Sigrid Alegría : Jacinta Jofré
- Patricia López : Patricia Silva
- Rodrigo Muñoz : Horacio Álvarez
- María Elena Duvauchelle : Hortensia Arancibia
- Teresita Reyes : Rosa Jaramillo
- Mabel Farías : Margarita Jaramillo
- Ricardo Vergara : Jimmy Canales
- Francisca Walker : Nancy Álvarez Silva
- Paula Luchsinger : Blanca Noriega Jofré
- Constanza Araya : Gloria Arancibia
- Otilio Castro : Ismael Rojas
- Francisco "Toto" Acuña : Ángel Jaramillo
- Magdalena Urra : Ana Álvarez Silva
- Bastián Faúndez : Diego Pérez

## Diffusion
- Mega (2019)

### Sources
- (es) Cet article est partiellement ou en totalité issu de l’article de Wikipédia en espagnol intitulé « Yo soy Lorenzo » (voir la liste des auteurs).